# Kanál Bystre
Kanál Bystre (ukrajinsky Глибоководний судновий хід „Дунай – Чорне море“, Hlubinná vodní cesta Dunaj – Černé moře) je dopravní projekt, který Ukrajina realizuje od roku 2003 s cílem obnovit plavbu mezi Dunajem a Černým mořem po historické trase v deltě Dunaje a vytvořit tak konkurenční alternativu k rumunským kanálům Dunaj – Černé moře.
Od srpna 2004 byla přeprava zahájena v experimentálním režimu. V letech 2004–2006 bylo při bagrovacích pracích a zkušebních lodních jízdách prováděno také sledování vlivu těchto prací a průjezdů lodí na přírodní rezervace v Dunajské deltě.

## Popis
Kanál spojuje nejsevernější hlavní rameno delty Dunaje, tzv. Kilijské rameno, s Černým mořem. Jeho celková délka je 170,36 km; skládá se ze čtyř částí:
- mořský přístupový kanál v oblasti ústí Bystre, který je 3,30 km dlouhý a průměrně 7,65 m hluboký,
- úsek moře – Vylkove, který je 19,051 km dlouhý, 60–120 m široký s hloubkou plavební dráhy až 7,26 m,
- úsek Vylkove – Izmailskyi Chatal, délka 95,415 km, přirozená šířka plavební dráhy 120 m, přirozená hloubka do 7,26 m a minimální hloubka plavební dráhy 7,05 m,
- úsek Izmailskyi Chatal – Reni, 54,36 km dlouhý, nejméně 120 metrů široký a nejméně 7,26 metrů hluboký podél dna přírodní plavební dráhy.

Kanál umožňuje:
- jednosměrný provoz lodí na prvním úseku mořským kanálem a částečně na druhém úseku podél ústí Bystre v oblasti biosférické rezervace Dunaj v délce 11,78 km (6,9 % z celkové délky splavné trasy),
- obousměrný provoz na ostatních částech v délce 158,58 km (93,1 % z celkové délky splavné trasy).

Projekt výhledově počítá s vybudováním lodní trasy, zajišťující průjezd lodí s ponorem 7,2 m, což je alternativa k Sulinskému průplavu (severní větev kanálu Dunaj – Černé moře vedoucí Sulinským ramenem na území Rumunska). První etapa výstavby zajišťovala proplutí plavidel o ponoru 5,85 m. Lodě s takovým ponorem tvoří asi 80 % z celkového počtu námořních plavidel a říčně-mořských plavidel, která vplouvají do přístavů na dolním toku Dunaje.

## Problémy projektu
Trasa kanálu v délce několika kilometrů prochází přírodní rezervací, která od roku 1991 patří ke kulturnímu dědictví UNESCO a rozkládá se na území Rumunska i Ukrajiny. Žije v ní na 90 druhů ryb a 300 druhů ptáků, z nichž mnohé patří k vzácným nebo ohroženým. Sousední Rumunsko, USA a Evropská unie opakovaně upozorňovaly, že kanál naruší vzácný ekosystém oblasti.
Možným důsledkem zásahu do dunajské delty je poškození hnízdišť unikátních ptačích kolonií a rybích trdlišť v ústí Dunaje. Přitom ryby jsou důležitým prvkem ukrajinské ekonomiky.

## Význam
V červenci 2022 bylo toto dopravní spojení opět obnoveno, aby se urychlil vývoz ukrajinského obilí. Zprovoznění kanálu Bystre bylo umožněno i opětovným dobytím nedalekého Hadího ostrova ukrajinskými silami. Lodě mohou kanál využít při plavbě do ukrajinských říčních přístavů Izmajil, Reni a Usť-Dunajsk.